# Franz Alfred Schilder
Franz Xaver Alfred Johann Schilder (* 13. April 1896 in Královské Vinohrady, deutsch Königliche Weinberge, heute ein Stadtteil von Prag; † 11. August 1970 in Halle (Saale)) war ein deutscher Biologe, Taxonom, Malakologe und Honorarprofessor für Tiergeografie und Biometrie österreichischer Abstammung.

## Früher Werdegang
Er war das erste Kind des Hofrates Dr. Franz Schilder (1863–1925) und der Schriftstellerin Marie Schilder (1870–1940). Seinen eigenen Angaben nach sprach er neben Deutsch noch Griechisch, Latein, Englisch, Französisch, Tschechisch und Italienisch. Schon der Gymnasiast Schilder machte auf sich aufmerksam, als er 14-jährig seine ersten Arbeiten über die Sandlaufkäfer (Cicindelidae) verfasste. Die insgesamt 10 Aufsätze, die er in kurzer Zeit schrieb, wurden in den Entomologischen Blättern und in der Deutschen Entomologischen Zeitschrift veröffentlicht.
Kurz bevor der Erste Weltkrieg begann, nahm Franz Schilder im Wintersemester 1914/15 das Studium der Medizin an der Universität Wien auf. Nach nur einem Semester musste er sein Studium unterbrechen und rückte zum k.u.k. Telegrafen-Ersatzbataillon in St. Pölten ein. Als k.u.k. Reserveleutnant kehrte er im November 1918 nach Wien zurück. Hier setzte er sein Studium der Naturwissenschaften fort. In seiner Dissertation behandelte er die zoologischen und geographischen Aspekte der Cypraeacea (Überfamilie mit Kaurischnecken und Eischnecken), die von nun an durch Schilder kontinuierlich bis zu seinem Lebensende untersucht wurden. Unmittelbar nach seiner Aufnahme als ordentliches Mitglied der Zoologisch-Botanischen Gesellschaft Wien im Jahr 1921 hielt er den zusammenfassenden Vortrag „Die Porzellanschnecken im Leben der Völker“ vor dem anwesenden Hofrat Anton Handlirsch. Nach seiner Promotion forschte er als Volontär in der Mollusken-Abteilung am Naturhistorischen Staatsmuseum in Wien. Im Oktober 1922 wurde er vom damaligen Direktor des Deutschen Entomologischen Instituts, Dr. Walther Horn, angeworben und zog deshalb nach Berlin um. Aufgrund der Wirtschaftskrise 1923 wurde er jedoch nach nur einem Jahr entlassen. Schilder wechselte erneut, diesmal zum Kaiser-Wilhelm-Institut für Hirnforschung, wo er eine Assistenzstelle bei dem Hirnforscher Oskar Vogt einnahm. Auch dieses Beschäftigungsverhältnis endete nach nur zwei Jahren.

## Zeit an der Biologischen Reichsanstalt in Naumburg (Saale)
Im Sommer 1925 erhielt Schilder eine Anstellung an der Biologischen Reichsanstalt für Land- und Forstwirtschaft (später Biologische Reichsanstalt) an der Zweigstelle Naumburg (Saale). Hier veröffentlichte er in Zusammenarbeit mit dem Direktor des Institutes Carl Julius Bernhard Börner zahlreiche Publikationen zur Erforschung und Bekämpfung der Reblaus.
Im Mittelpunkt standen für ihn aber die Kaurischnecken. Da er zu dieser Zeit im Rahmen seiner beruflichen Tätigkeit noch keine Möglichkeit hatte, diese zu erkunden, verlegt er die Forschung in seine freie Zeit. Zusammen mit seiner Frau Maria Schilder (geb. Hertrich, 1898–1975) unternahm er von 1927 bis 1939 mehrere Reisen, auf denen er Museen und Privatsammlungen besuchte und seinen eigenen Angaben nach an über 60.000 Gehäusen von Porzellanschnecken ausführliche Aufzeichnungen und Messungen vornehmen konnte. Die Reisen wurden durch ausländische Institute und Privatgelehrte unterstützt. Infolgedessen publizierte er - meist gemeinsam mit seiner Frau Maria - Abhandlungen, die in 17 verschiedenen Ländern veröffentlicht wurden. Diese Veröffentlichungen brachten ihm weitere Einladungen ein, unter anderem von der Royal Society.

## Zeit an der Martin-Luther-Universität Halle-Wittenberg
Nach dem Zweiten Weltkrieg war es ihm zunächst nicht mehr möglich, seine Studien wie bisher durchzuführen. Weil er keine Reisen mehr unternehmen konnte und viele seiner früheren Verbindungen aufgegeben werden mussten, fehlte ihm anfangs das zur Forschung benötigte Material. Erst im Laufe der 1950er Jahre konnten alte und neue Beziehungen zu Sammlern in aller Welt wieder genutzt werden um neues Material für die Erforschung der Kaurischnecken zu erhalten.
Die Naturwissenschaftliche Fakultät der Martin-Luther-Universität Halle-Wittenberg beantragte im Oktober 1945, Franz Alfred Schilder „für seine ausgedehnten und verdienstlichen Forschungen auf dem Gebiete der Tiergeographie und Variationsstatistik zum Honorarprofessor zu ernennen.“ Schilder nahm die Stelle an und übte seine Lehrtätigkeit bis 1968 aus. Seine Emeritierung fand 1962 statt. Zudem dozierte er von 1954 bis 1963 ein Mal die Woche an der Universität Leipzig.
Nach seiner Emeritierung arbeitete er zusammen mit seiner Frau Maria an dem für ihn wichtigsten Werk, an der Monographie „A catalogue of living and fossil cowries“. Er beschäftigte sich in dieser Zeit ausschließlich mit der Erforschung und der Taxonomie der Kaurischnecken. Insgesamt hinterließ er über 400 Veröffentlichungen und beschrieb 45 neue Gattungen sowie 483 neue Arten und Unterarten.

## Werke (Auswahl)
- Literatur von und über Franz Alfred Schilder im Katalog der Deutschen Nationalbibliothek
- F.A. Schilder: Körpergrösse und Organzahl der Organismen. Niemeyer, Halle (Saale) 1950.
- F.A. Schilder: Lehrbuch der allgemeinen Zoogeographie. G. Fischer, Jena 1956.
- F.A. Schilder, M. Schilder: A catalogue of living and fossil cowries. Memoirs Institut Royal Sciences Naturelle de Belgique, 1971.